# Братковчик (потік)
Братковчик (словац. Bratkovčík) — річка в Словаччині, права притока Оравиці, протікає в окрузі Тврдошін.
Довжина приблизно 3.3-4.4 км. Витік знаходиться в масиві Оравська улоговина — на висоті близько 665 метрів. Протікає територією села Льєсек і міста Трстена.
Впадає в Оравицю на висоті приблизно 610-615 метрів.